# شهرداری لفکوشای ترک

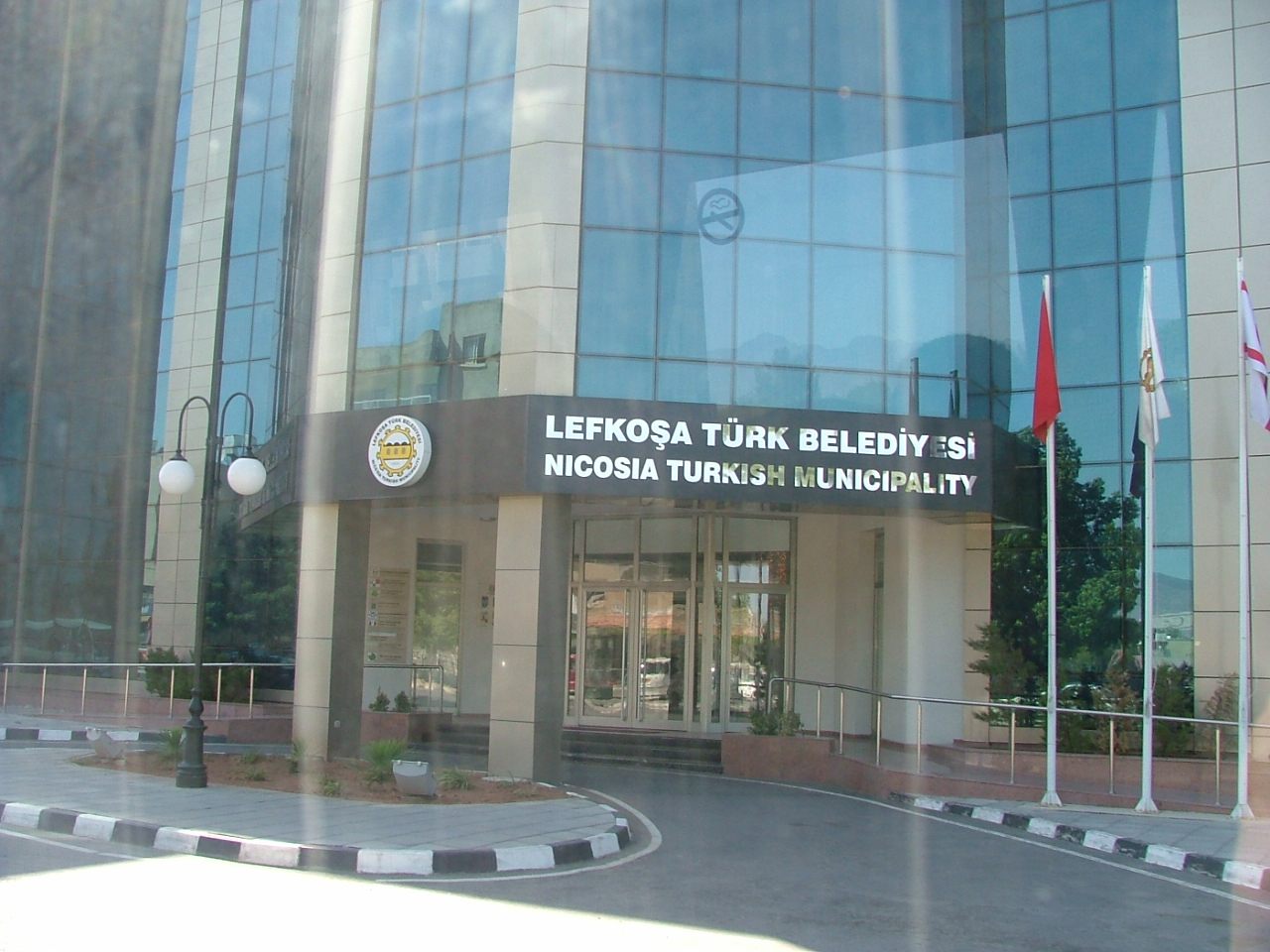
شهرداری نیکوزیای ترک

شهرداری لفکوشای ترک (ترکی استانبولی: Lefkoşa Türk Belediyesi) حاکم و اداره‌کننده شهر لفکوشای شمالی در کشور جمهوری ترک قبرس شمالی که در سال ۱۹۵۸ تأسیس شده‌است، و طبق قانون ۱۷۳ مجلس قبرس به رسمیت شناخته شده‌است. قدری فلاح اوغلو شهردار کنونی این شهر پس از جمال متین بولوتوغلولاری است.